# Zesilovač bez výstupního transformátoru
Zesilovač bez výstupního transformátoru se většinou označuje zkratkou OTL (z angl. Output Transformer-less). Elektronkové nízkofrekvenční zesilovače na rozdíl od současných tranzistorových zesilovačů obsahovaly ve své výstupní části transformátor, který impedančně přizpůsoboval anodový obvod koncové elektronky reproduktoru. Tento výstupní transformátor je z pohledu dnešních audiofilů, nezřídka i nyní upřednostňujících elektronkové zesilovače, jedním z nejkritičtějších prvků celého zesilovače. Snaha zbavit se tohoto kritického prvku vedla ke zvláštní konstrukci elektronkových zesilovačů, umožňujících výstupní transformátor ze zapojení vypustit.